# Botopasi
Botopasi é uma aldeia Saamaka no Suriname, localizada no rio Suriname, distrito de Sipaliwini, a 73 metros acima do nível do mar. Foi fundada em 1895 como uma aldeia cristã, vinculada à EBGS (Evangelische Broeder Gemeente Suriname).